# Skull and Bones
Skull and Bones (česky Lebka a kosti) je tajný spolek na Yaleově univerzitě ve Spojených státech. Byl založen na půdě univerzity roku 1832 americkým obchodníkem, pedagogem a politikem Williamem Huntingtonem Russellem, jehož předkem byl Noadiah Russell, spoluzakladatel univerzity. Členem spolku se může stát pouze student čtvrtého ročníku navržený již stávajícím členem. Členové této skupiny často pocházejí z prominentních rodin, velmi často jde o potomky politiků či jiných vlivných osobností. Členy klubu byli v minulosti například bývalí američtí prezidenti William Howard Taft, George H. W. Bush či jeho syn George W. Bush.
Klub každoročně přijímá 15 členů, členové jsou nazýváni „bonesmen“. Nejposvátnějším místem klubu je budova nazývaná „Hrobka“ (Tomb) v New Haven, Connecticut, stavba nemá okna a pochází z roku 1856.

## Historie
Spolu s Russellem spolek zakládal i Alphonso Taft, otec již zmíněného prezidenta W. H. Tafta (ten před svým vstupem do prezidentského úřadu působil na Yaleově univerzitě také jako profesor). A. Taft byl Russellovým spolužákem na právnické fakultě Yaleu (školní rok 1832–33) a nejspíš i jeho přítelem. Společně s nimi u vzniku klubu byli i Frederick E. Mather, Phineas T. Miller a George I. Wood.
Název Skull and Bones pravděpodobně pochází z tradice věšet si na dveře kaple v kampusu, kde se zpočátku klub scházel, lebku a dvě zkřížené kosti na znamení, že si nepřejí být rušeni. Lebka a zkřížené kosti měly původně znamenat řád smrti, či jednoduše řád.